# Kitabatake Akiie
Kitabatake Akiie est un nom japonais traditionnel ; le nom de famille (ou le nom d'école), Kitabatake, précède donc le prénom (ou le nom d'artiste).
Kitabatake Akiie (北畠 顕家, 1318 – 10 juin 1338) est un kuge (noble de cour) japonais et un important soutien de la Cour du Sud durant les guerres de l'époque Nanboku-chō. Il occupe également les postes de chinjufu-shogun (commandant en chef de la défense du nord) et shugo (gouverneur) de la province de Mutsu. Son père est le conseiller impérial Kitabatake Chikafusa.

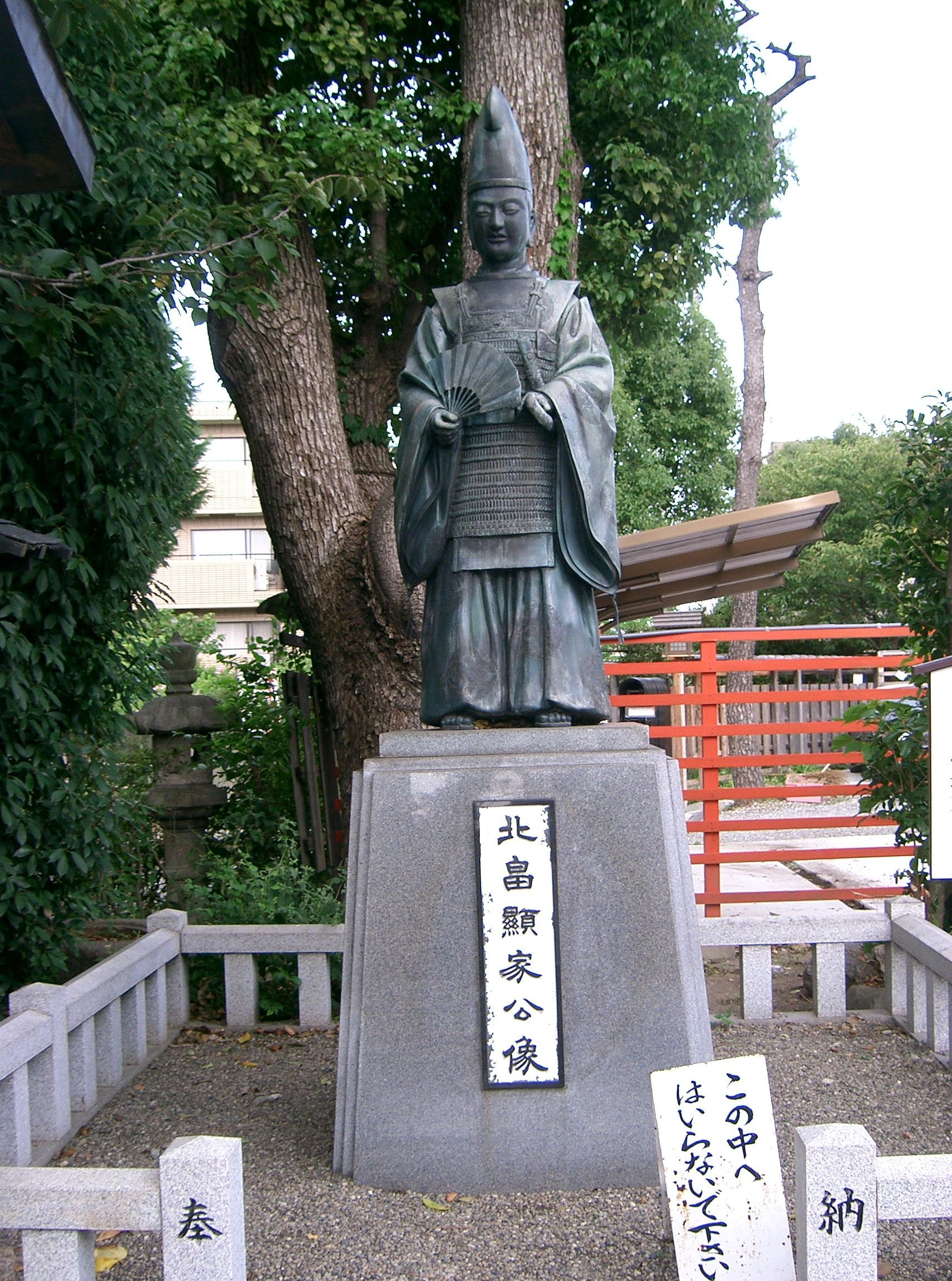
Statue de Kitabatake Akiie au sanctuaire Abeno-jinja

En 1333, Akiie reçoit l'ordre d'accompagner à Mutsu le prince Norinaga, huitième fils alors âgé de 6 ans de l'empereur Go-Daigo, où le prince devient Gouverneur général de Mutsu et Dewa. Ces deux grandes provinces du Japon comprennent l'essentiel de l'extrémité nord-ouest de Honshū, zone qui correspond à l'actuelle région de Tohoku. Peu après, il est nommé au poste de chinjufu-shōgun, ou commandant en chef de la défense du nord. Cette  position a été tenue par Minamoto no Yoshiie deux cents ans auparavant. Sous sa direction, un certain nombre de familles forment une ligue de soutien à la Cour du Sud; Il s'agit notamment des familles de samouraïs Yūki, Date, Nambu, Soma et Tamura. Cependant, les Soma et plusieurs autres daimyō sont persuadées par Takauji de changer de camp.
Trois ans plus tard, il dirige une armée nominalement sous le commandement du Norinaga à la périphérie de Kyoto pour renforcer l'armée de Nitta Yoshisada contre Ashikaga Takauji. Nitta et Kitabatake sont assistés par les moines guerriers d'Enryakuji et le temple de Mii-dera, dont les moines soutiennent Ashikaga Takauji, est incendié.
Kitabatake se rend à Kyūshū où il organise le soutien pour la Cour du Sud en l'absence d'Ashikaga Takauji, un des chefs les plus puissants de la Cour du Nord.
En 1337, en dépit d'une opposition interne dans le nord, Kitabatake reçoit l'ordre de l'empereur Go-Daigo de venir à l'aide de son armée au sud de Kyoto. Kitabatake conduit ses forces lentement vers le sud, combattant la Cour du Nord dans de nombreuses batailles. Il est défait à la bataille de la Tonegawa avant de pousser au sud et d'occuper Kamakura, la capitale du shogunat Ashikaga et de faire chemin vers Nara, combattant à Iga et à Sekigahara. Alors qu'il se repose et réorganise ses forces à Nara, il est attaqué par Kō no Moronao et s'échappe de justesse dans la province de Kawachi. Il contre-attaque et enfonce les forces ennemies à Tennōji (près de l'actuelle Osaka), mais est finalement vaincu et tué à Izumi en 1338 à l'âge de vingt ans. Sa mort est décrite dans l'épopée Taiheiki et dans le Jinnō Shōtōki écrit par son père, Kitabatake Chikafusa.
Son kami est vénéré au Abeno-jinja à Osaka

## Source de la traduction
- (en) Cet article est partiellement ou en totalité issu de l’article de Wikipédia en anglais intitulé « Kitabatake Akiie » (voir la liste des auteurs).